# Lliga neerlandesa de futbol 1916-17
La Lliga neerlandesa de futbol 1916–1917 va ser disputada per 35 equips que participaven en quatre divisions. El campió nacional seria determinat per un play-off amb els guanyadors de la divisió de futbol de l'est, el nord, el sud i l'oest dels Països Baixos. El Go Ahead va guanyar el campionat en vèncer als play-offs l'UVV Utrecht, el Willem II i el Be Quick 1887.

## Nous equips
Eerste Klasse Est:
- Ascendit des de la 2a Divisió: SC Enschede

Eerste Klasse Nord: (nova divisió)
- Achilles 1894, Be Quick 1887, Veendam, GSAVV Forward, LAC Frisia 1883, Velocitas 1897 i WVV Winschoten

Eerste Klasse Sud:
- Ascendit des de la 2a Divisió: Zeelandia Middelburg

Eerste Klasse Oest:
- Ascendit des de la 2a Divisió: Blauw-Wit Amsterdam

## Divisions

### Eerste Klasse Est
| Pos | Equip              | PJ | PG | PE | PP | GF | GC | DG  | Pts | Classificació                               |
| --- | ------------------ | -- | -- | -- | -- | -- | -- | --- | --- | ------------------------------------------- |
| 1   | Go Ahead           | 16 | 10 | 3  | 3  | 37 | 8  | +29 | 23  | Classificat per als play-offs del campionat |
| 2   | SC Enschede        | 16 | 8  | 4  | 4  | 19 | 16 | +3  | 20  |                                             |
| 3   | Quick Nijmegen     | 16 | 9  | 1  | 6  | 23 | 13 | +10 | 19  |                                             |
| 4   | GVC Wageningen     | 16 | 6  | 5  | 5  | 29 | 25 | +4  | 17  |                                             |
| 5   | HVV Tubantia       | 16 | 6  | 4  | 6  | 22 | 31 | −9  | 16  |                                             |
| 6   | Be Quick Zutphen   | 16 | 4  | 6  | 6  | 26 | 27 | −1  | 14  |                                             |
| 7   | Vitesse Arnhem     | 16 | 5  | 4  | 7  | 30 | 35 | −5  | 14  |                                             |
| 8   | Robur et Velocitas | 16 | 3  | 6  | 7  | 16 | 22 | −6  | 12  |                                             |
| 9   | Koninklijke UD     | 16 | 3  | 3  | 10 | 19 | 44 | −25 | 9   |                                             |

### Eerste Klasse Nord
| Pos | Equip           | PJ | PG | PE | PP | GF | GC | DG  | Pts | Classificació                               |
| --- | --------------- | -- | -- | -- | -- | -- | -- | --- | --- | ------------------------------------------- |
| 1   | Be Quick 1887   | 12 | 9  | 2  | 1  | 68 | 21 | +47 | 20  | Classificat per als play-offs del campionat |
| 2   | Velocitas 1897  | 12 | 6  | 3  | 3  | 50 | 29 | +21 | 15  |                                             |
| 3   | LAC Frisia 1883 | 12 | 6  | 1  | 5  | 36 | 29 | +7  | 13  |                                             |
| 4   | WVV Winschoten  | 12 | 5  | 2  | 5  | 21 | 36 | −15 | 12  |                                             |
| 5   | GSAVV Forward   | 12 | 3  | 3  | 6  | 21 | 28 | −7  | 9   |                                             |
| 6   | Achilles 1894   | 12 | 3  | 3  | 6  | 33 | 56 | −23 | 9   |                                             |
| 7   | Veendam         | 12 | 2  | 2  | 8  | 18 | 48 | −30 | 6   |                                             |

### Eerste Klasse Sud
| Pos | Equip                | PJ | PG | PE | PP | GF | GC | DG  | Pts | Classificació                               |
| --- | -------------------- | -- | -- | -- | -- | -- | -- | --- | --- | ------------------------------------------- |
| 1   | Willem II            | 14 | 13 | 1  | 0  | 53 | 5  | +48 | 27  | Classificat per als play-offs del campionat |
| 2   | NAC Breda            | 14 | 11 | 0  | 3  | 37 | 22 | +15 | 22  |                                             |
| 3   | Zeelandia Middelburg | 14 | 6  | 2  | 6  | 39 | 30 | +9  | 14  |                                             |
| 4   | CVV Velocitas        | 14 | 5  | 3  | 6  | 26 | 26 | 0   | 13  |                                             |
| 5   | MSV Maastricht       | 14 | 5  | 2  | 7  | 21 | 19 | +2  | 12  |                                             |
| 6   | MVV Maastricht       | 14 | 5  | 1  | 8  | 25 | 30 | −5  | 11  |                                             |
| 7   | RKVV Wilhelmina      | 14 | 5  | 0  | 9  | 20 | 42 | −22 | 10  |                                             |
| 8   | VVV Venlo            | 14 | 0  | 3  | 11 | 13 | 60 | −47 | 3   |                                             |

### Eerste Klasse Oest
| Pos | Equip               | PJ | PG | PE | PP | GF | GC | DG  | Pts | Classificació                               |
| --- | ------------------- | -- | -- | -- | -- | -- | -- | --- | --- | ------------------------------------------- |
| 1   | UVV Utrecht         | 20 | 11 | 7  | 2  | 51 | 18 | +33 | 29  | Classificat per als play-offs del campionat |
| 2   | Sparta Rotterdam    | 20 | 12 | 4  | 4  | 42 | 40 | +2  | 28  |                                             |
| 3   | HVV Den Haag        | 20 | 10 | 4  | 6  | 44 | 23 | +21 | 24  |                                             |
| 4   | Blauw-Wit Amsterdam | 20 | 9  | 5  | 6  | 34 | 27 | +7  | 23  |                                             |
| 5   | VOC                 | 20 | 7  | 5  | 8  | 35 | 35 | 0   | 19  |                                             |
| 6   | HFC Haarlem         | 20 | 9  | 1  | 10 | 35 | 47 | −12 | 19  |                                             |
| 7   | DFC                 | 20 | 8  | 2  | 10 | 44 | 47 | −3  | 18  |                                             |
| 8   | HBS Craeyenhout     | 20 | 7  | 4  | 9  | 32 | 41 | −9  | 18  |                                             |
| 9   | HC & CV Quick       | 20 | 6  | 5  | 9  | 29 | 39 | −10 | 17  |                                             |
| 10  | Koninklijke HFC     | 20 | 5  | 4  | 11 | 29 | 35 | −6  | 14  |                                             |
| 11  | USV Hercules        | 20 | 4  | 3  | 13 | 20 | 43 | −23 | 11  |                                             |

### Play-off pel campionat
| Pos | Equip         | PJ | PG | PE | PP | GF | GC | DG  | Pts |  | GOA | UVV | WIL | BEQ |
| --- | ------------- | -- | -- | -- | -- | -- | -- | --- | --- |  | --- | --- | --- | --- |
| 1   | Go Ahead      | 6  | 5  | 1  | 0  | 15 | 7  | +8  | 11  |  |     | 2–0 | 1–1 | 4–2 |
| 2   | UVV Utrecht   | 6  | 3  | 1  | 2  | 12 | 5  | +7  | 7   |  | 0–1 |     | 4–0 | 1–1 |
| 3   | Willem II     | 6  | 2  | 1  | 3  | 11 | 12 | −1  | 5   |  | 1–2 | 1–3 |     | 6–2 |
| 4   | Be Quick 1887 | 6  | 0  | 1  | 5  | 8  | 22 | −14 | 1   |  | 3–5 | 0–4 | 0–2 |     |